# Joseph-Israël Tarte

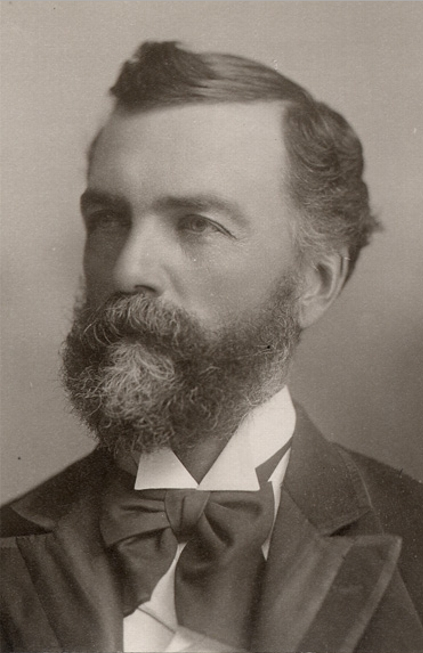
Joseph Israël Tarte (1890)

Hon. Joseph-Israël Tarte, PC (* 11. Januar 1848 in Lanoraie, Provinz Kanada; † 18. Dezember 1907 in Montreal, Québec) war ein kanadischer Journalist, Verleger und Politiker der Konservativen Partei Kanadas und später der Liberalen Partei Kanadas, der unter anderem zwischen 1891 und 1904 mit Unterbrechungen Mitglied des Unterhauses sowie zeitweise Minister im achten kanadischen Kabinett war.

## Leben
Joseph-Israël Tarte war als Notar und Journalist tätig, ehe er als Verleger Tageszeitungen wie „Le Canadien“, „L'Événement-Journal“, „La Patrie“ und „The Quebec Mercury“ herausgab. Seine politische Laufbahn begann, als er am 22. Februar 1877 für die Konservative Partei Kanadas im Wahlkreis „Bonaventure“ zum Mitglied der Nationalversammlung von Québec gewählt wurde und dieser bis zum 1. Dezember 1881 angehörte. Bei der Unterhauswahl am 5. März 1891 wurde er für die Konservative Partei im Wahlkreis „Montmorency“ mit 975 Stimmen erstmals zum Mitglied des Unterhauses gewählt und gehörte diesem bis zum 10. März 1892 an, nachdem seine Wahl bis zum 9. November 1891 für ungültig erklärt wurde und Arthur Joseph Turcotte bei der Nachwahl am 10. März 1892 zum neuen Abgeordneten für den Wahlkreis „Montmorency“ gewählt wurde.
Nach dem Mandatsverzicht des bisherigen Abgeordneten Louis-Georges Desjardins am 30. September 1892 wurde Tarte als dessen Nachfolger bei der Nachwahl im Wahlkreis „L’Islet“ am 5. Januar 1893 als Unabhängiger per Akklamation wieder zum Mitglied des Unterhauses gewählt. Bei der Unterhauswahl am 23. Juni 1896 kandidierte er für die Liberale Partei Kanadas im Wahlkreis „Beauharnois“ und erhielt 1534 Stimmen, verpasste aber dennoch den Wiedereinzug ins Unterhaus. Nachdem der bisherige Abgeordnete François Béchard am 17. Juli 1896 zum Mitglied des Bundessenats für Québec ernannt worden war, wurde er als dessen Nachfolger für die Liberale Partei im Wahlkreis „St. Johns-Iberville“ erneut zum Abgeordneten in das Unterhaus gewählt.

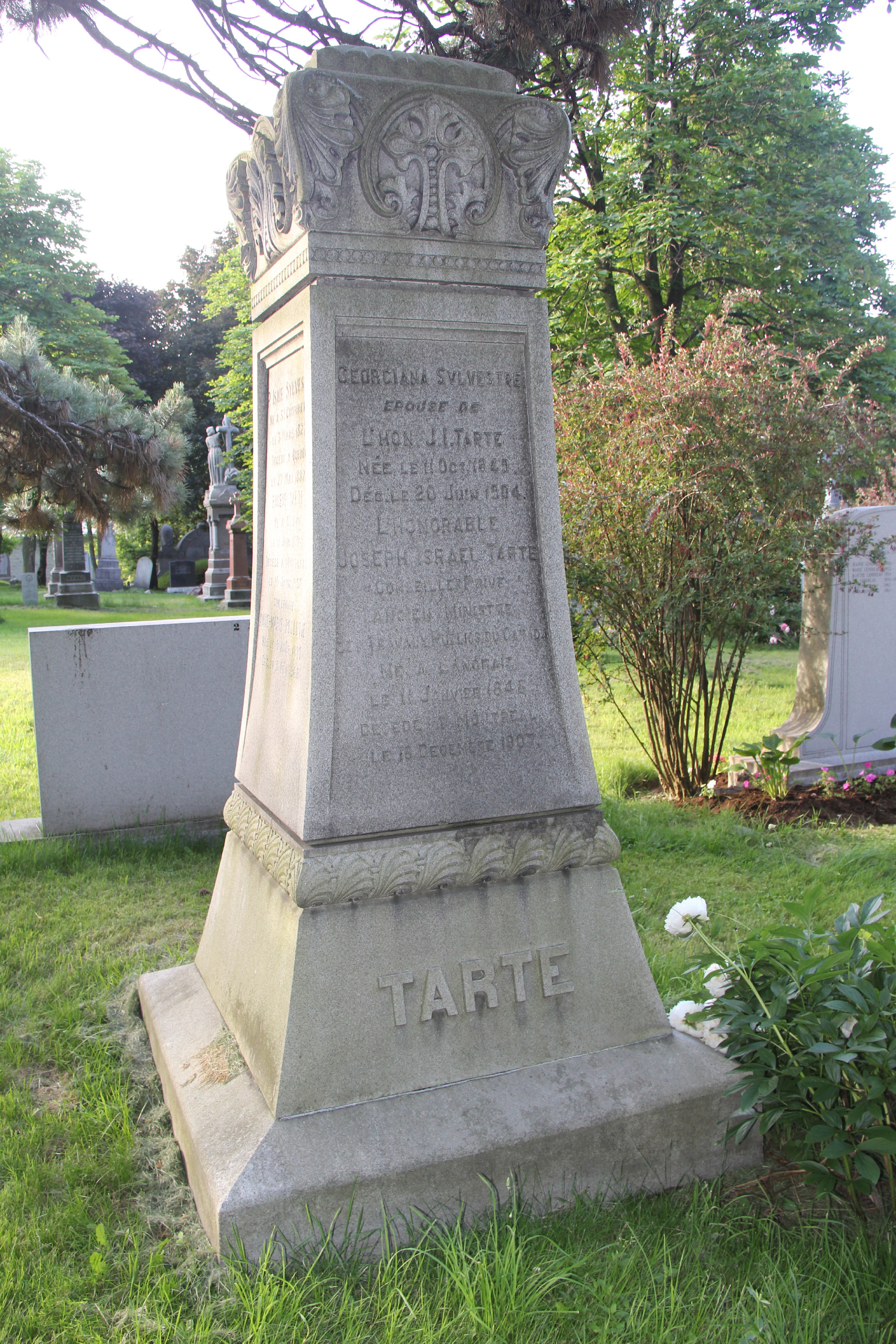
Grabstätte von Joseph-Israël Tartre auf dem Friedhof Notre-Dame-des-Neiges in Montreal.

Joseph-Israël Tarte wurde am 3. August 1896 als Minister für öffentliche Arbeiten in das achte kanadische Kabinett unter Premierminister Wilfrid Laurier berufen und bekleidete dieses Amt bis zu seinem Rücktritt am 21. Oktober 1902 an. Er trat aus Unzufriedenheit mit der Zollpolitik der Regierung zurück, woraufhin James Sutherland am 22. Oktober 1902 seine Nachfolge als Minister antrat. Bei der Unterhauswahl am 7. November 1900 wurde er für die Liberale Partei mit 3178 Stimmen im Wahkkreis „St. Mary“ noch einmal zum Mitglied des Unterhauses gewählt, dem er nunmehr bis zum 2. November 1904 angehörte. Während seiner langjährigen Unterhauszugehörigkeit war er in der siebten (1891 bis 1896), achten (1896 bis 1900) und neunten Legislaturperiode (1900 bis 1904) mehrfach Mitglied der Ständigen Ausschüsse für Bankwesen und Handel, öffentliche Finanzen und Eisenbahnen, Kanäle und Telegraphenlinien.

## Trivia
In „The Twentieth Century“, eine 2019 unter der Regie von Matthew Rankin entstandene bizarre Filmbiografie über den ehemaligen kanadischen Premierminister William Lyon Mackenzie King erschien Tarte als aufstrebende politische Denker in Québec sowie Förderer Kings und wurde von der Schauspielerin Annie St-Pierre dargestellt.